# 奴国
奴国（なこく、なのくに）とは、1世紀から3世紀前半にかけて九州に存在したとされる国。『後漢書東夷伝』や『魏志倭人伝』『梁書倭伝』『北史倭国伝』に倭人の国として現れる。
後の儺県（なのあがた）、律令制下での那珂郡周辺（現在の福岡県福岡市・春日市）に存在したと推定する研究者が多い。

## 概要
弥生時代にかつて存在した倭人の国で、現在の福岡市や春日市など福岡平野一帯を支配していたとされる。領域内には那珂川と御笠川が流れ、弥生時代の集落や水田跡、甕棺墓などの遺跡が各所で確認されている。また文献上に現れる最古の国家でもある。
また海人族研究の第一人者である宝賀寿男は海神族（漁労民）と天孫族（農耕民）が衝突・共存した地として葦原中国であると主張している

## 記録
倭国が後漢と外交交渉をもったのは、以下の史料が示すように倭奴国王が後漢の光武帝に朝貢したのが始まりである。議論があるものの倭国王帥升が朝貢したとする説があり、その後奴国に代わって邪馬台国が魏の皇帝に使者を派遣した。
『後漢書』東夷伝によれば、建武中元二年（57年）後漢の光武帝に倭奴国が使して、光武帝により、倭奴国が冊封され印綬を与えられたという。江戸時代に農民が志賀島から金印を発見し、倭奴国が実在したことが証明された。地中から発掘されたにしては金印の状態が余りに良いために金印偽造説も出たが、書体の鑑定等から、偽造説については否定的な意見が大勢を占めている。
その金印には「漢委奴國王」(かんのわのなのこくおう)と刻まれていた。刻まれている字は「委」であり、「倭」ではないが、委は倭の人偏を省略することがあり、この場合は「委＝倭」である。このように偏や旁を省略することを減筆という。金印については「漢の委奴（いと・ゐど）の国王」と訓じて委奴を「伊都国」にあてる説や、匈奴と同じく倭人を蛮族として人偏を省略し委奴（わど）の意味とする説もある。
中元二年（57年）春正月、東夷の倭奴国王が使いを遣わして貢献した。（後漢書光武帝紀による）

建武中元二年（57年）、倭奴国は貢物を奉じて朝賀した。使人は自ら大夫と称した。（倭奴国は）倭国の極南界である。光武帝は印綬を賜った。また、安帝の永初元年（107年）に倭国王帥升らが奴隷百六十人を献上し、朝見を請い願った。(後漢書東夷伝による)

一方、時代がやや下って『三国志』魏志倭人伝には、3世紀前半の奴国の様子が記録されている。
訳文：東南の奴国まで百里ある。そこの長官を兕馬觚（じまこ、じばこ）といい、副官は卑奴母離（ひなもり）という。二万余戸がある。
なお、魏志倭人伝には、もう一ヶ所「奴国」があらわれる。
訳文：女王国より北は、その戸数、道程を簡単に記載し得たが、その余の旁国は遠く険しくて、詳細を得られなかった。次に斯馬国（中略）次に奴国が有り、ここが女王の境界の尽きる所である。その南に狗奴国が有る。
文字通り、九州の奴国とは別に、近畿大和から見て東の伊勢付近に別の奴国があったという説と、周回して同一の九州の奴国を2度記したとする説、あるいは何らかの文字が脱落したとする説がある。

## 奴国の所在地
帯方郡から奴国までの行程について、『魏志倭人伝』や『北史倭国伝』には、次のように記述されている。
| 魏志倭人伝（原文）                                                   | 魏志倭人伝（訳注） | 北史倭国伝（原文）                                       |
| -------------------------------------------------------------------- | --- | -------------------------------------------------------- |
| 倭人在帯方東南、大海中。                                             | 倭人は帯方の東南、大海の中にあり。                                                                                           | 倭國在百濟、新羅東南、水陸三千里。                       |
| 從郡至倭、循海岸水行、歴韓國、乍南乍東、到其北岸狗邪韓國、七千餘里。 | 郡より倭に至るには、海岸に循って水行し、韓国を経て、乍（あるい）は南し、乍（あるい）は東し、その北岸狗邪韓国に到る七千餘里。 | 計從帶方至倭國、循海水行、歴朝鮮國、乍南乍東、七千餘里。 |
| 始度一海、千餘里至對海國。                                           | 始めて一海を度る千余里。対馬国に至る。                                                                                       | 始度一海。又南千餘里。                                   |
| 又南渡一海千餘里、名曰瀚海、至一大國。                               | また南一海を渡る千余里、名づけて瀚海という。一大国に至る。                                                                   | 度一海、闊千餘里、名瀚海、至一支國。                     |
| 又渡一海、千餘里至末盧國。                                           | また一海を渡る千余里、末盧国に至る。                                                                                         | 又度一海千餘里、名末盧國。                               |
| 東南陸行五百里、到伊都國。                                           | 東南陸行五百里にして伊都国に到る。                                                                                           | 又東南陸行五百里、至伊都國。                             |
| 東南至奴國百里。                                                     | 東南奴国に至る百里。 | 又東南百里、至奴國。                                     |

尚、『後漢書」では「倭國の極南界なり」とあり、『魏志倭人伝』ではもう一ヶ所「奴国」があらわれる（上述#記録）。

## 遺跡
福岡市博多区の那珂遺跡群では3世紀頃の「都市計画」によって造られたとみられる国内最古の道路跡（幅7メートル・南北へ1.5キロ以上の直線）が見つかっている。

### 比恵遺跡群
福岡市博多区博多駅南周辺に広がる旧石器時代から室町時代いたる複合遺跡。石錘や貝輪、貝塚とといった漁労遺構と農耕遺構が混在しており、海人族が定着したのは、米作りを始めた縄文時代晩期末で、以後集落や甕棺墓地、墳丘墓が営まれ、後期には環溝集落も出現した。墳丘墓の甕棺墓には銅剣が副葬されており、また青銅製品（銅剣・銅矛）やガラス製品の生産を物語る鋳型や取瓶などが出土した。弥生時代の集落構造や生産のありかたを知る上で重要な遺跡であり、甕棺出土の銅剣に付着した絹は、日本国内最古の絹織物である。

### 比恵遺跡
福岡市博多区博多駅南博多駅南5丁目12番に所在する古墳時代後期（6世紀～7世紀）に建てられた総柱建築の高床倉庫群跡を中心とする遺跡。国の史跡。比恵遺跡群に含まれる。『日本書紀』宣化元年（536年）の条に記述されている「那津官家」に関連するものと考えられる。

### 那珂遺跡群
福岡市博多区那珂六丁目にある縄文時代晩期末の二重環濠集落跡。弥生時代初頭の環濠集落としては後述の板付遺跡があるが、この遺跡はそれを一時期遡る。旧石器時代の黒曜石製の打製石器が出土しており、吉野ヶ里遺跡、九州大学筑紫キャンパス内遺跡に次いで3例目となる巴形銅器の鋳型も出土している。古墳時代の層からは三角縁神獣鏡の出土など、初期古墳の特徴を持つ那珂八幡古墳をはじめ、東光寺剣塚古墳、剣塚北古墳などの前方後円墳が築造されており、奴国の中心が春日丘陵に移った後も大規模な集落が残存したと考えられている。

### 板付遺跡
福岡市博多区板付にある縄文時代晩期から弥生時代後期の遺跡。　弥生時代が主であるが、それに先立つ旧石器、縄文時代や後続する古墳～中世の遺跡もある複合遺跡。　長らく渡来人によって弥生時代に伝来したと考えられていた水稲栽培が縄文時代から行われていたことを示す最初の遺跡として全国に知られる。

### 諸岡遺跡
福岡市博多区諸岡にある旧石器時代、縄文時代晩期、弥生時代前期末～中期、中世後半の複合遺跡。　釣針や貝輪、細形銅剣を副葬する甕棺墓など弥生時代の遺構・遺物が出土している。

### 金隈遺跡
福岡市博多区金隈にある弥生時代の甕棺墓遺跡。　ゴホウラ製の貝輪と磨製石鏃を手に持つ人骨が検出されており、漁労民と農耕民という両面を持った人々の存在を明らかにしている。

### 須玖遺跡群
福岡県春日市に所在する、弥生時代を中心とする60以上の複数遺跡（周知の埋蔵文化財包蔵地）の総称。王の墓域や青銅器生産遺構を持ち、国の史跡に指定された須玖岡本遺跡を中核として、古代奴国の中心地をなす大遺跡群であったと考えられている。

### 須玖タカウタ遺跡
春日市須玖にある弥生時代の遺跡で、国内最古の銅鏡鋳型が出土している。

### 須玖岡本遺跡
春日市岡本にある弥生時代の遺跡で、墳丘墓、甕棺墓、青銅器鋳造跡等を含む複合遺跡。

### 安徳台遺跡
那珂川市にある遺跡で、奴国王の住居があったと指摘されている。